# Superando el límite
Superando el límite (título original: Your Move) es una película estadounidense de suspenso y crimen de 2017, dirigida por Luke Goss, que a su vez la escribió, musicalizada por Chris Bezold, en la fotografía estuvo Jorge Roman y los protagonistas son Robert Davi, Luke Goss y Patricia de León, entre otros. El filme fue realizado por ArtProd, BondIt Media Capital y G Productions; se estrenó el 1 de diciembre de 2017.

## Sinopsis
Trata acerca de un empresario que se entera de que su mujer e hijo fueron raptados en México, ahora su objetivo es tratar de hallarlos lo antes posible.